# Alex Sánchez
Alex Sánchez (Città del Messico, aprile 1957) è uno scrittore statunitense.

## Biografia
Nacque a Città del Messico da genitori di origini cubana e tedesca. La famiglia si trasferì negli Stati Uniti d'America quando Alex aveva 5 anni.
Studiò presso la Fine Arts Work Center di Provincetown in Massachusetts, sotto la guida di Michael Cunningham, Richard McCann, Allan Gurganus, Peter Ho Davies, Michael Klein, Elizabeth McCracken, e Jacqueline Woodson.
Nel 2001 il suo primo romanzo Rainbow Boys fu selezionato dall'American Library Association come "Miglior libro per giovani adulti".

## Opere
Le date di pubblicazione si riferiscono alle pubblicazioni statunitensi.
- Rainbow Boys (2001)
- Rainbow High (2003)
- So Hard to Say (2004)
- Rainbow Road (2005)
- Carlos e Sal (Getting It) (2006)
- È una questione d'amore (The God Box) (2007)
- Bait (2009)